# Deheubarth
Deheubarth is de naam die gegeven wordt aan een aantal rijken in Wales die onder het huis Dinefwr onder een monarch verenigd werden. Het wordt door historici niet gezien als een zelfstandig koninkrijk zoals Gwynedd of Powys dat wel waren.

## Geschiedenis
Deheubarth werd verenigd in 920 door koning Hywel Dda met het samenvoegen van de landen van de rijken van Seisyllwg en Dyfed. Later werd daar ook nog Brycheiniog aan toegevoegd. Het rijk kreeg te maken met verschillende invasies, aanvankelijk eerst van de andere Welshe vorsten. Eerst door Llywelyn ap Seisyll, Rhydderch ap Iestyn en Gruffudd ap Llywelyn.
In de tweede helft van de elfde eeuw vielen de Normandiërs Wales binnen en koning Rhys ap Tewdwr sneuvelde in zijn strijd om Brycheiniog voor zijn rijk te behouden tegen Bernard de Neufmarché. Na de dood van de Engelse koning Hendrik I sloot Gruffyd ap Rhys een alliantie met Owain Gwynedd, maar hun veroveringen kwamen aan Gwynedd toe. De zoon Gruffud, Rhys ap Gruffydd, zorgde voor een tijdelijke opleving van het rijk door veel van het verloren gegane gebied terug te veroveren op Hendrik II van Engeland. Na zijn dood brak er een korte successiestrijd onder zijn zonen uit en viel het rijk uit elkaar.
Deheubarth werd definitief door Engeland veroverd in de Verovering van Wales van Eduard I.

## Koningen van Deheubarth
- Hywel Dda (de goede) (920–950)
- Owain ap Hywel (950–986)
- Rhodri ap Hywel (950–953) met Edwin ap Hywel (950–954)
- Maredudd ab Owain (986–999)
- Cynan ap Hywel, prins van Gwynedd (999–1005)
- Edwin ab Einion (1005–1018) met Cadell ab Einion (1005–1018)
- Llywellyn ap Seisyll, prins van Gwynedd (1018–1023)
- Rhydderch ap Iestyn, prins van Glywysing (1023–1033)
- Hywel ab Edwin (1033–1044)
- Gruffydd ap Rhydderch (1047–1055)
- Gruffydd ap Llywelyn, prins van Gwynedd (1055–1063)
- Maredudd ab Owain ab Edwin (1063–1072)
- Rhys ab Owain (1072–1078)
- Rhys ap Tewdwr (1078–1093)

Tussen 1093 en 1155 was Deheubarth in het bezit van de Normandiërs.
- Gruffydd ap Rhys (1116–1137)
- Anarawd ap Gruffydd (1136–1143)
- Cadell ap Gruffydd (1143–1151)
- Maredudd ap Gruffydd (1151–1155)
- Rhys ap Gruffydd (1155–1197)
- Gruffydd ap Rhys (1197–1201)
- Maelgwn ap Rhys (1199–1230)
- Rhys Gryg (1216–1234)
- Rhys Mechyll (1234–1244)
- Maredudd ap Rhys (1244–1271)
- Rhys ap Maredudd (1271–1283)